# یگان انتقام

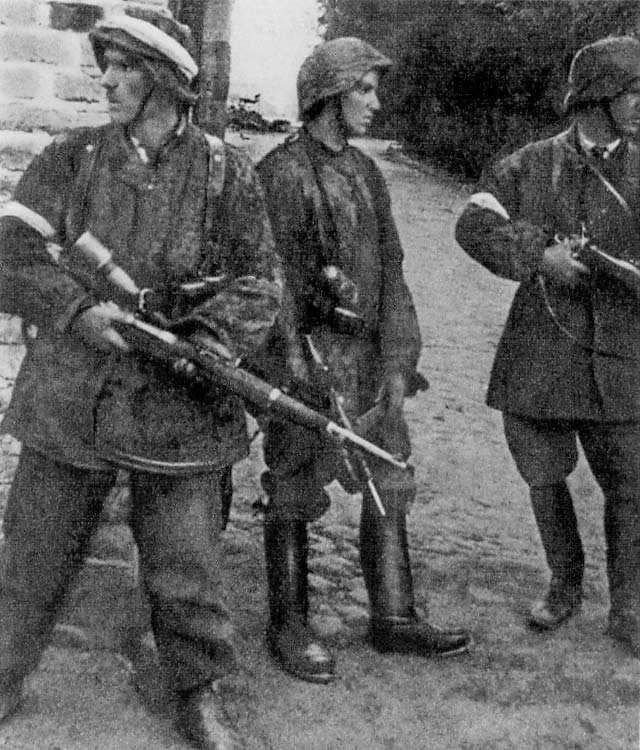
سربازان یگان انتقام موسوم به «زوژکا» از ارتش میهنی لهستان در جریان قیام ورشو، در تاریخ ۵ اوت ۱۹۴۴ در گنشوفکا. این مردان یونیفرم‌های آلمانی را به غنیمت گرفته و به سلاح‌های مصادره‌شدهٔ آلمانی مسلح شده‌اند. از سمت چپ: وویچیخ اومیوا با نام رمز «ووی‌تک»، یولیوش بوگدان دچکوفسکی با نام مستعار «لاودانسکی» و تادئوش میلِفسکی با نام رمز «چویک». میلفسکی همان روزی که این عکس گرفته شد کشته شد. اومیوا سه روز بعد، در ۸ اوت ۱۹۴۴ جان خود را از دست داد. لحظاتی پس از گرفتن این عکس، یک گلولهٔ موشکی آلمانی به دیوار بالای سر این پارتیزان‌ها اصابت کرد، اما کسی آسیب ندید.

یگان انتقام (لهستانی: Związek Odwetu) یا به اختصار Z.O. یک سازمان نظامی لهستانی در جنگ جهانی دوم بود که در ۲۰ آوریل ۱۹۴۰ تأسیس شد. این سازمان توسط ژنرال استفان رووتسکی، رئیس اتحادیه مبارزه مسلحانه و به عنوان شاخه‌ای از آن سازمان که به عملیات خرابکارانه و عملیات پنهانی اختصاص داشت، ایجاد شد.
در فوریه ۱۹۴۲، فرمانده کل نیروهای لهستانی و نخست‌وزیر لهستان، ژنرال ووادیسواف سیکورسکی دستور خود مبنی بر محدود کردن مقاومت مسلحانه در لهستان را پس گرفت و شبکه Z.O. از آن هنگام گسترش قابل توجهی یافت.
یگان انتقام بعدها با سازمان بادبزن ادغام شد و واحد نظامی کدیف به‌وجود آمد. آخرین فرماندهٔ یگان انتقام سرگرد یان وویچیخ کیوِرسکی بود.